# Diisopropylcarbodiimid
N,N′-Diisopropylcarbodiimid (DIC) ist ein Carbodiimid und findet eine Anwendung als Kupplungsreagenz in der Peptidsynthese. Als Flüssigkeit ist es, im Vergleich zum ebenfalls dafür verwendeten Dicyclohexylcarbodiimid, einfacher zu handhaben. Die Verbindung ist thermisch instabil. Eine DSC-Messung zeigt ab 252 °C eine stark exotherme Zersetzungsreaktion mit einer Wärmetönung von −410 kJ·kg−1 bzw. −51,7 kJ·mol−1.

## Verwendung
Diisopropylcarbodiimid dient bei der Peptidkupplung zur Aktivierung der Carbonsäurefunktion. Weiterhin wirkt es als Dehydratisierungsreagenz und bindet das während der Reaktion formal gebildete Wasser irreversibel, wobei als Produkt Diisopropylharnstoff  entsteht. Dieser ist leichter aus dem Reaktionsgemisch zu entfernen als Dicyclohexylharnstoff, was einen Vorteil von DIC gegenüber Dicyclohexylcarbodiimid (DCC) darstellt.

## Externe Links zu erwähnten Verbindungen
1. ↑  Externe Identifikatoren von bzw. Datenbank-Links zu Diisopropylharnstoff:  CAS-Nr.: 4128-37-4, EG-Nr.: 223-940-5, ECHA-InfoCard: 100.021.764, PubChem: 20084, ChemSpider: 18921, Wikidata: Q27282426.